# 레코드 미러
레코드 미러(영어: Record Mirror)는 1954년부터 1991년까지 발간되었던 영국의 음악 전문 주간지이다. 뉴 뮤지컬 익스프레스(NME)의 발행으로부터 2년 후 만들어졌지만, 폐간될 때까지 라이벌의 위치로 자리잡지는 못하였다. 영국 음반 차트는 1956년 레코드 미러에서 처음으로 출판되기 시작했으며 1980년대에는 BBC 라디오 1, 톱 오브 더 팝스를 반영한 공식 영국 싱글 차트 및 음반 차트를 제공하였다. 또한 당시 영국에서는 유일하게 미국의 빌보드 차트도 실었다.
1991년 4월 유나이티드 뉴스페이퍼스가 뮤직 위크와 같은 신문에 집중하기 위해 레코드 미러 및 자매 음악 잡지였던 사운즈 등의 잡지를 폐쇄하거나 판매하면서 독립적인 출판이 중단되었다. 2010년 조반니 디 스테파노가 레코드 미러라는 이름을 사들여 2011년 온라인 음악 가십 웹사이트로 다시 시작하였으나, 2013년 디 스테파노가 사기죄로 투옥되면서 운영이 중단되었다.

## 음악 차트

### 차트 역사
1955년 1월 22일 부에 음반 차트를 실으면서 레코드 미러는 차트를 발행하는 두 번째 잡지가 되었다. 뉴 뮤지컬 익스프레스가 판매자들을 대상으로 한 전화 설문 조사를 했던 것과는 달리 레코드 미러는 판매자들이 베스트셀러 목록을 우편으로 보내도록 했다. 설문 조사의 비용은 잡지사에서 부담했으며, 1957년에는 60개 이상의 음반 상점이 기여를 하게 되었다. 1955년 10월 8일자까지는 가장 높은 10위까지만 순위를 공개하였다. 이후에는 20위로 넓혀졌으며, 시간이 지나 50위까지 반영하는 레코드 리테일러(영어: Record Retailer) 차트가 생기면서 범위가 넓어졌다.
1983년 1월 갤럽이 차트 컴필레이션을 인수하면서 싱글 차트는 100위까지 공개하는 대신, 76위부터 100위까지는 '더 넥스트 25'라는 이름으로 공개한느 방식으로 바꾸었다. '더 넥스트 25'는 1990년 11월 뮤직 위크가 히트곡만 포함하기로 하면서 사라졌다. 레코드 미러는 1991년 4월까지 100위까지의 순위를 공개하였으나, 뮤직 위크의 자매 뉴스레터인 차트 플러스나 히트 뮤직 등에서는 200위까지의 싱글 차트 및 150위까지의 음반 차트를 공개하였다.
갤럽 차트(이후의 오피셜 차트 컴퍼니 톱 100) 외 레코드 미러는 1980년대 동안 차트 분석가 앨런 존스의 분석이 포함된 주간 미국 싱글 및 음반 차트를 인쇄했던 유일한 잡지였다.

### 잡지에 포함된 차트
- 영국 톱 100 싱글 차트
- 영국 톱 75 음반 & 컴필레이션 음반 차트
- 옛날에 발행된 차트
- 미국 빌보드 싱글 차트
- 미국 빌보드 음반 차트
- 뮤직 비디오 차트
- 12인치 싱글 톱 20 차트
- 컴팩트 디스크 톱 20 차트